# Niels Werber
Niels Werber (* 10. Juli 1965 in Freiburg i. Br.) ist ein deutscher Literatur-, Medien- und Kulturwissenschaftler. Er lehrt Neuere deutsche Literaturwissenschaft an der Universität Siegen.

## Laufbahn
Niels Werber legte 1984 am Gymnasium Überruhr in Essen das Abitur ab. Danach leistete er bis 1986 Zivildienst in einem Altenpflegeheim. Nach dem Studium der Germanistik und Philosophie an der Ruhr-Universität Bochum (1986–1990) wurde er, gefördert von der Studienstiftung des deutschen Volkes und betreut von Gerhard Plumpe und Friedrich Kittler, summa cum laude zum Dr. phil. promoviert. Die Dissertationsschrift Literatur als System ist 1992 im Westdeutschen Verlag erschienen. Danach war er Wissenschaftlicher Mitarbeiter am Institut für Germanistik der Bochumer Universität, wo er sich im Dezember 2000 – mit der Venia legendi „Deutsche Philologie“ – habilitierte. Die Habilitationsschrift Liebe als Roman erschien 2003 im Fink Verlag. Ab 2002 hatte Niels Werber mehrere Vertretungsprofessuren inne: an der RUB Bochum, der Humboldt-Universität zu Berlin, der Bauhaus-Universität Weimar sowie der Universität Basel. Im Sommersemester 2008 war er Gastprofessor für Vergleichende Literaturwissenschaft an der Universität Innsbruck. Zum Wintersemester 2008/09 wurde er auf eine Professur an der TU Dortmund berufen.
Im Sommersemester 2009 folgte Werber schließlich dem Ruf auf den Lehrstuhl für Neuere Deutsche Literaturwissenschaft I an der Universität Siegen. Dort war er von 2016 bis 2021 Dekan sowie Prodekan für Forschung der Philosophischen Fakultät. Einen seitens der Universität Mainz erfolgten Ruf lehnte er 2015 ab. Von 2012 bis 2021 war er am DFG-Graduiertenkolleg 1769 „Locating Media“ beteiligt. Seit Anfang 2021 ist Niels Werber Sprecher des von der Deutschen Forschungsgemeinschaft an der Universität Siegen neu eingerichteten Sonderforschungsbereichs 1472 „Transformationen des Populären“.
Niels Werber fungiert seit 2011 als Mitherausgeber der Zeitschrift für Literaturwissenschaft und Linguistik. Daneben steuert er regelmäßig Beiträge zu Zeitschriften wie dem Merkur, den Sozialen Systemen, zu Telepolis, den Literaturen und zu Zeitungen wie der taz, der Frankfurter Rundschau sowie der Frankfurter Allgemeinen Zeitung bei.

## Forschung
Forschungsschwerpunkte von Niels Werber liegen in der Systemtheorie der Literatur sowie in der Frage nach den Medien von Literatur. Weiterhin untersucht er Phänomene der Historischen Semantik, denen besondere Bedeutung für die Selbstbeschreibung der Gesellschaft zukommt. Neuere Arbeiten zielen auf eine Theorie des Populären.

### Systemtheorie der Literatur
Mit seiner Arbeit Literatur als System: Zur Ausdifferenzierung literarischer Kommunikation hat Niels Werber 1992 im Anschluss an Niklas Luhmann eine Rekonstruktion der Ausdifferenzierung der Literatur als Funktionssystem der modernen Gesellschaft im letzten Drittel des 18. Jahrhunderts vorgelegt. Dieses Buch firmiert inzwischen als „Schlüsselwerk“ der Systemtheorie und hat zur Begründung der systemtheoretischen Literaturwissenschaft beigetragen. Werber plädiert für einen an die soziologische Systemtheorie anknüpfenden literatursoziologischen und medientheoretischen Ansatz. Er hat das sogenannte „Bochumer Modell“ der systemtheoretisch orientierten Literaturwissenschaft ausgearbeitet. Gemeinsam mit Gerhard Plumpe u. a. begreift er die moderne Literatur als autonomes Funktionssystem, das der Unterhaltung eines mit wachsenden Freizeitkontingenten ausgestatteten Publikums dient. Das System operiert mit der asymmetrischen Leitdifferenz „interessant versus langweilig“. Die literarischen Werke werden als symbolisch generalisierte Kommunikationsmedien des Literatursystems konzipiert. – Ebenso angeleitet durch systemtheoretisches Problembewusstsein argumentiert Werbers Literaturgeschichte des Romans: Liebe als Roman: Zur Koevolution intimer und literarischer Kommunikation von 2003. Die Studie widmet sich der parallellaufenden Entwicklung und wechselseitigen Beobachtung von Romanen einerseits und der Praktiken intimer Kommunikation andererseits. Sie zeigt auf, dass literarische Innovationen Folgen für Formen der Kontaktanbahnung und der Kommunikation sexueller Interessen haben – und umgekehrt.

### Historische Semantik
Eine Reihe von philologischen Abhandlungen hat Niels Werber semantischen Komplexen gewidmet, die für die Selbstreflexion der Gesellschaft erheblich sind. Insbesondere hat er in diesem Zusammenhang Diskurse über Soziale Insekten untersucht: Ameisengesellschaften: Eine Faszinationsgeschichte von 2013. Auch seine Arbeiten über die politische Raumsemantik und die Geopolitik der Literatur sowie zu populären Selbstbeschreibungsformeln der Gesellschaft folgen diesem Interesse.

### Theorie des Populären
Niels Werbers Forschungen zur Semantik der Popularität haben inzwischen zur Einrichtung des o. g. Sonderforschungsbereichs 1472 „Transformationen des Populären“ beigetragen. Ausgangspunkt dieses Siegener Forschungsverbundes ist die Annahme, dass populär ist, was von vielen beachtet wird. Was zur Kenntnis genommen und wie etwas zu bewerten ist, hänge in der modernen Gesellschaft zunehmend von der Frage ab, ob etwas überhaupt und bei wie vielen es Beachtung findet – was sich an der ubiquitären Bedeutung von Charts oder Top-Ten-Listen, Rankings oder digitalen Countern ablesen lasse. In diesem Zusammenhang hat Werber gemeinsam mit Jörg Döring, Thomas Hecken und anderen ein Forschungsprogramm entwickelt, das die qualitativen Veränderungen untersucht, die einer Person oder Sache dadurch zukommen, dass sie als populär im Sinne einer quantitativ hohen Beachtung gilt. Im Zentrum dieses Ansatzes stehen Überlegungen zur „Popularisierung zweiter Ordnung“, also der populären Inszenierung von Popularität (etwa in Charts, Bestsellerlisten oder Rankings).
Gemeinsam mit dem Amerikanisten Daniel Stein führt Niels Werber im Rahmen dieses SFBs ein Teilprojekt zur Erforschung der „Serienpolitik der Popästhetik: Superhero Comics und Science-Fiction-Heftromane“ durch. Im Zentrum seiner Arbeit steht dabei die Heftromanserie Perry Rhodan. Gefragt wird hier, wie eine populäre Serie sich wandeln muss, um über sechzig Jahre zu laufen, und wie sie dabei die Grenzen der kulturellen „High vs. Low“- Axiologie verschiebt und neu bestimmt. Zum Korpus zählen neben den Comics und Heftromanen auch Leserbriefe und Fan-Foren, Wikis und Fanzines, in denen die Serie rezipiert, bewertet und reflektiert wird.

## Publikationen (Auswahl)
- Literatur als System. Zur Ausdifferenzierung literarischer Kommunikation. Westdeutscher Verlag, Opladen 1992, ISBN 978-3-531-12325-7.
- Zusammen mit Gerhard Plumpe (Hrsg.): Beobachtungen der Literatur. Aspekte einer polykontexturalen Literaturwissenschaft. Westdeutscher Verlag, Opladen 1995, ISBN 978-3-663-11979-1.
- Zusammen mit Rudolf Maresch (Hrsg.): Kommunikation – Medien – Macht. Suhrkamp, Frankfurt am Main 1999, ISBN 978-3-518-29008-8.
- Zusammen mit Rudolf Maresch (Hrsg.): Raum – Wissen – Macht. Suhrkamp, Frankfurt am Main 2002, ISBN 978-3-518-29203-7.
- Liebe als Roman. Zur Koevolution intimer und literarischer Kommunikation. Fink, München 2003, ISBN 978-3-7705-3712-9.
- Die Geopolitik der Literatur. Vermessungen einer medialen Weltraumordnung. Carl Hanser, München 2007, ISBN 978-3-446-20947-3.
- (Hrsg.): Niklas Luhmann, Schriften zur Kunst und Literatur. Suhrkamp, Frankfurt am Main 2008, ISBN 978-3-518-29472-7.
- (Hrsg.): Systemtheoretische Literaturwissenschaft: Begriffe – Methoden – Anwendungen. De Gruyter, Berlin / New York 2011, ISBN 978-3-11-021900-5.
- Ameisengesellschaften. Eine Faszinationsgeschichte. S. Fischer, Stuttgart / Weimar 2013, ISBN 978-3-10-091212-1.
- Zusammen mit Stefan Kaufmann, Lars Koch (Hrsg.): Erster Weltkrieg. Kulturwissenschaftliches Handbuch. Metzler, Stuttgart / Weimar 2014, ISBN 978-3-476-02445-9.
- Geopolitik zur Einführung. Junius, Hamburg 2014, ISBN 978-3-88506-085-7 (Zweite, überarbeitete Auflage ebd. 2022).
- Das Populäre als Passion. Gesammelte Texte 1997–2019. Hrsg. von Niels Penke, Matthias Schaffrick. Universitätsverlag Winter, Heidelberg 2023, ISBN 978-3-8253-9524-7.

## Fernsehen und Radio
- Niels Werber im Gespräch mit Herfried Münkler über „Ameisengesellschaften. Eine Faszinationsgeschichte“ am 1. November 2013 im SalonT-Kultur in Berlin (online)
- Niels Werber über Ameisengesellschaften und die Frage der Freiheit des Einzelnen in der Kulturzeit (3sat, 10. Juni 2013)
- Niels Werber im Gespräch mit Raoul Moerchen im WDR 3 (Mosaik) über die Analogien zwischen „Ameisengesellschaften“ und menschlichem Zusammenleben (Aufzeichnung vom 1. Juli 2013)
- Ameisen (Das „politische“ Tier). Alexander Kluge im Gespräch mit Niels Werber über sein Buch Ameisengesellschaften, dctp – News & Stories, 17. August 2014 (online)
- „Ameisenstaat als Projektionsfläche“. Ein Radioessay von Niels Werber für SWR2 Wissen (Erstausstrahlung Sonntag, 21. Dez. 2014 8.30-9.00 Uhr im Radio)
- „Das Vertraute im Fremden. Ameisen und Multitude“, 12. März 2015 Perspektiven, Kulturradio (Aufzeichnung vom 26. Februar 2015 im Deutschen Theater Berlin)